# 长新街道
长新街道，是中华人民共和国吉林省长春市宽城区下辖的一个街道办事处。2023年3月17日设立。管辖范围东沿伊通河，西邻九台路，南至鞍山路、东天光路与铁北四路，北至长新街。

## 行政区划
长新街道下辖以下地区：
下辖九江、天安、天章、光明、天波、双利、银山路和福山路8个社区。